# Бергман, Джефф
Джеффри Аллен "Джефф" Бергман (англ. Jeffrey Allen "Jeff" Bergman, род. 10 июля 1960, Филадельфия) — американский актер озвучивания и комедиант. Наиболее известен озвучиванием мультфильмов Looney Tunes и Hanna-Barbera.
Бергман стал первым, кто заменил Мела Бланка в качестве голоса Багза Банни и нескольких других персонажей мультфильмов Warner Bros. после смерти Бланка в 1989 году. Наряду с Джо Аласки и Грегом Берсоном является одним из преемников Мела Бланка.
Голосом Бергмана говорят такие персонажи как Багз Банни, Даффи Дак, Фред Флинтстоун, Джордж Джетсон, Кот Сильвестр, Тасманский дьявол и др..